# شريك 4
شريك 4 (بالإنجليزية:Shrek4) هو فيلم أنمي 3D الفيلم الرابع من سلسلة أفلام شريك وفاز هذا الفيلم بجائزة الأوسكار لأفضل فيلم صور متحركة للعام 2010، قامت شركة Dream Works بتنفيذ الرسوم وبتوزيعه، وهو من إخراج أندرو أدامسون وفيكي جونسون.

## القصة
شريك أصبح رجل العائلة. يقوم بإخافة القرويين لأبعادهم كالعادة وغيرها من عادته المضحكة ومع ذلك شريك حنَ للأيام التي كان يشعر فيها بأنه غولٌ حقيقي. لذلك شريك يتم خداعه بتوقيع ميثاق مع عاقد صفقات سلس الكلام يدعى Rumpelstiltskin. فجأةً شريك يجد نفسه في نسخة بديلة ملتوية من عالم فار فار أوي. حيث فيونا هي صيادة غول وRumpelstiltskin هو الملك. ودونكي لم يلتقي بشريك أبداً. والقط أصبح كسولاً وسميناً. وفيونا لم تلتقي بشريك أبداً. الآن شريك يجب عليه إيقاف مخططات الملك وإعادة العالم لوضعه السابق.

## الشخصيات
بالإضافة إلى شخصيات جديدة لم تظهر من قبل، ويعتبر شريك من أشهر أفلام الأنيميشن والجزء الرابع هو الجزء الأخير من السلسلة الرائعة ومن الجدير بالذكر أن الأفلام الثلاثة من السلسلة حققت إيرادات مجموعها 6.230.829.198$.

## اللعبة
طرحب لعبة عن فيلم شريك والذي توفرت على عدة أجهزة، وقامت الشركة المنتجة Activision بإصدار جزء جديد لهذه السلسلة هو Shrek 4: Il Etait une Fin ويعتبر هذا الإصدار تكملة لإصدار شريك التالث. والآن سنتطلع في هذه المراجعة إلى كل ما يخص اللعبة من معلومات حول اللعب ومميزاتها، فتابعونا.
- ثمن اللعبة: 48.41 €
- المنتج: Activision
- الموزع: XPEC Entertainment
- النوع: Action
- نوع القارء: DVD
- تعدد اللاعبين: من 2 إلى 3 لاعبين
- تاريخ الإصدار في فرنسا: 18 juin 2010
- اللعبة: الترجمة والصوت بالفرنسية
- الفئة العمرية: +7
- الويب: Site web officiel
- متوفرة أيضا على: PC وPS2 وPS3 و360 وDS وPSP وIPHONE

بالنسبة للأثرياء الذين لا هم لهم بالفقراء وهذا ما قد شاهدناه في الأجزاء السابقة، حيث أن في هذا الإصدار ألا وهو شريك 4 يسلط الضوء على جماعة الأصدقاء المكونة من عدة أشخاص. ففي هذه الحالة، بإمكانك اللعب بكل من شريك، فيونا، الحمار والقط بووتي الدي سيساعدونك على شق الطريق في القصة، وطـبعا بإمكـانك استبدال الشخـصية متى شئت.، حيـث أن لكل شخصية مميزاتها. فمثلا هنـاك بعض الألغاز والتي لا يمكن حلـها سوى اللاعبي الذكي. والآن سوف نواصـل الحفر نحو الأعماق لنرى المزيد حول هذه اللعبة الأسطورية وكل هذا لمنع سلطة الأثرياء.إن نسخة الووي أفضل من ناحية الجرافيزم.و كما ذكر في أوائل الإصدارات للعبة، فهناك الكثير من المهمات تنتضرك في عدة أماكن وفي كل دقيقة تبقى فيها حيا في اللعبة حيث سوف تعتمد على تفاصيل اللعب من جميع الشخصيات الصديقة لك في اللعبة. في الواقع، يجب عليك تحطيم الأشياء الصلبة بواسط الحمار أم شخصية فيونا فهي لإطلاق النار والقط في بووتسي فهو يستطيع تسلق الأماكن التي لا يستطيع رفاقه الوصول إليها. وانطلاقا من هن، فعليك أن تجمع مهارات هذه الشخصيات من أجل إنهاء اللعبة، فعلى سبيل المثال لكل عضو في فريقك مميزاته الخاصة والتي لا يستطيع أي أحد آخر أن يجد شبيها له وكمثال، قورة الرعد، وأسلوب تخويف العدوا، أو صاعقة تقضي بها على خصومك. وهذا سيأخد منك وقت طويلا فعليك أن تقضي على الأعداء بسرعة أكبر لتنهي اللعبة بسرعة. وكتذكير فإن القتال ضد الأقوياء والفرسان أو أرباب العمل سيتطلب من ك جمع قوة خاصة لكي تستطيع هزيمتهم.و لتقديم بعض الإفادة، فعندما يكونون أصدقاء في صراع حاد مع العدو فعليك باستغلال الفلرصة.حيثث يجب عليك جمع بعض النق التي ستساعدك في المستقبل داخل اللعبة، فمثلا ستمكن من شراء مكآفئات، مثل زيادة قوة الدفاع أو الهجوم أو حتى اكتساب خصائص جديدة. وبالمثل، وذلك من أجل التفوق على الأعداء، وكما نجد في كل لعبة مغامرة، كلما تتقدم في المراحل كلما تزداد اللعبة صعوبتا وتشويقا في نفس الوق. ومن المميزات المتاح لك شرائها فعلى سبيل المثال، فقوة شريك التدميرية تزداد، أما الحمار فبإمكانه كسر قفول الأبواب، إلى آخر التطورات التي شهدتها اللعبة.إن بالنسبة لمميزات اللعبة فقد تفوقت على الأجزاء السابقة من حيث الجرافيزم أما الجيمبلاي فلم نعلم عنه شيء لأنه لم يتم طرح أي ترايلر حول اللعبة. نعم، إلا أنه بإمكاننا التحدث عن مميزات أخرة، فبالنسبة لمدة حياة فهي طويلة نوعا ما مقارنة مع الأجزاء السابقة وكذلك الجرافيزم الدي قد تطور بشكل جد ملحوظ حيث أن الرسومات تحسنة أكثر من السابق.بالنسبة للصوت فهو الآخر قد زاد تشويقا ببعض النغمات التي تجلب الإثارة والانغماس للاعب ذاخل اللعبة، خصوصا أن هناك بعض المحاور التي يدور فيها حوار بعض الشخصيات مع بعض، حيث يكون موضوعها مضحك كذلك بعض اللقطات المضحكة بين كل مرحلة من مراحل اللعبة.. فعلا أنه لشيئ جميل أن يغلب طابع الفكاهة على اللعبة كما في الفيلم والمتاعب التي يفعلها القط المشاكس، ولكن مع ذلك، كيف ستكون الملاحظات حول اللعبة، فكما نعلم اللعبة لم تصدر بعد ونحن نتشوق لرأيتها، وإذا كنت تريدون الملاحظات حول اللعبة فهي في الأسفل.

## الميزانية والإيرادات
بلغت تكلفة إنتاج الفيلم حوالي 135–165 مليون دولار بينما حقق أرباحا تقدر بـ 753 مليون دولار.

## وصلات خارجية
- شريك 4 على موقع IMDb (الإنجليزية)
- شريك 4 على موقع ميتاكريتيك (الإنجليزية)
- شريك 4 على موقع الموسوعة البريطانية (الإنجليزية)
- شريك 4 على موقع روتن توميتوز (الإنجليزية)
- شريك 4 على موقع نتفليكس (الإنجليزية)
- شريك 4 على موقع قاعدة بيانات الأفلام العربية
- شريك 4 على موقع ألو سيني (الفرنسية)
- شريك 4 على موقع Turner Classic Movies (الإنجليزية)
- شريك 4 على موقع أول موفي (الإنجليزية)
- شريك 4 على موقع بوكس أوفيس موجو (الإنجليزية)